# BACO-Carrier

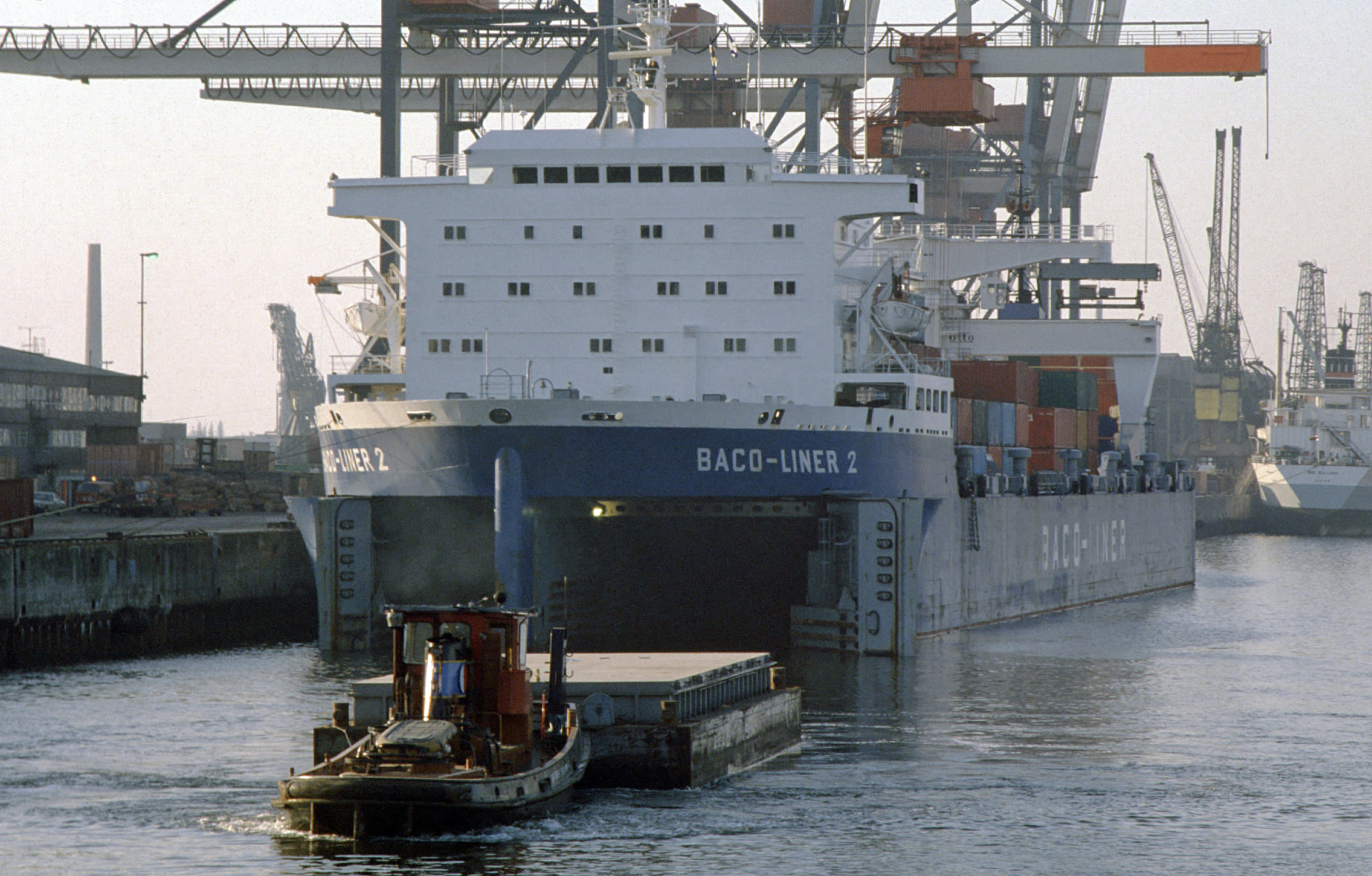
Schiffstyp Baco-Liner

Der BACO-Carrier (BArge-COntainer-Carrier) oder Leichterträger(-schiff) ist ein Schiffstyp, der in seiner Konzeption sowohl dem System des Containerschiffes als auch dem System des Barge-Carriers weitgehend entspricht und daher für den Transport von Ladung aller Art in Leichtern und Containern geeignet ist.
Die Grundidee, die der Konstruktion dieses Schiffstyps jedoch vorangeht, beruht darauf, den Laderaum von der Antriebseinheit zu trennen. Die Leichter werden in einen von dem eigentlichen Schiffskörper umhüllten Dockraum gefahren und im Schwimmdockverfahren über eine entsprechende Hecköffnung bzw. Heck- und Bugöffnung ein- und ausgeschwommen. Der Dockraum ist durch Tore bzw. Klappen oder Pforten wasserdicht verschließbar.
Die Container werden an Deck gefahren und – falls einsatzmäßig erforderlich – mit einem bordeigenen Spezialkran aufgenommen oder abgesetzt. Auf dem Containerdeck können gegebenenfalls unter anderem sperrige Güter, Konstruktionsteile, Fahrzeuge aller Art, Holz und Rohre gefahren werden.